# Рисовая птица
Рисовая птица, боболинк, рисовый трупиал или рисовый желтушник (лат. Dolichonyx oryzivorus) — американский вид воробьинообразных птиц из семейства трупиаловых (Icteridae). Большую часть года рисовая птица проводит в центральной части Северной Америки, зимует в центральной части и на крайнем западе Южной Америки. Обитают птицы на пахотных землях, влажных саваннах и в субтропических и тропических засушливые открытых низменных пространствах. Длина тела птиц около 18 см, вес — 34 грамма.